# Weiße Geistermuräne
Die Weiße Geistermuräne (Pseudechidna brummeri), auch Weiße Bandmuräne genannt, ist eine sehr schlanke Art der Muränen (Muraenidae).

## Aussehen
Weiße Geistermuränen werden etwa 100 bis 110 cm lang, bleiben dabei aber sehr schlank. Der Körper ist bandartig, meist weiß bis zartbraun oder beige. Die Art besitzt einen hohen, fleischigen Flossensaum mit weißem Rand, der gelegentlich bläulich schimmert. Kopf und Schnauze sind kurz, die Augen groß mit gelber Iris. Auf dem Kopf zeigt die Weiße Geistermuräne auf Ober- und Unterkiefer viele kleine schwarze Punkte, die willkürlich verteilt sind und keine Muster bilden.
Das Maul ist leicht gerundet und wirkt dadurch etwas stumpf. Die Kiemenöffnungen sind klein und punktförmig. Die beiden vorderen Nasenöffnungen enden in bis zu 8 mm langen röhrenartigen Fortsätzen, die trichterförmig erweitert sein können. Die beiden hinteren Nasenöffnungen befinden sich oberhalb der Augenpartie. Wie alle Muränenarten haben sie ein sehr gut entwickeltes Riechvermögen. Sie nehmen Futtergeruch auch in kleinsten Konzentrationen wahr und suchen dann sehr ausdauernd nach der Quelle.
Männchen sind kräftiger gebaut, der Kopf der Weibchen ist schmaler. Die Geschlechter unterscheiden sich auch in der Bezahnung.

Gesellschaft mit einer Nasenmuräne

## Lebensraum und Verbreitung
Geistermuränen kommen im Indopazifik von Ostafrika bis nach Samoa, Französisch-Polynesien und nördlich bis zu den Ryūkyū-Inseln vor. Sie leben versteckt in Höhlen, in flachen Korallenriffen und sandigen Lagunen, zum Teil bis in 50 Meter Tiefe.
Ähnlich wie Nasenmuränen ziehen sich Weiße Geistermuränen in der Natur gern in Höhlen in sandigem Substrat zurück.

## Verwechslungen
In manchen Büchern und auch im Fachhandel wird diese Art fälschlich als Uropterygius concolor bezeichnet. Letztgenannte Art ist eher braun bis gelblich gefärbt. Der Flossensaum ist nur auf das Schwanzende beschränkt. Außerdem fehlen ihr im Gesicht die vielen kleinen schwarzen Punkte.
Eine andere Verwechslung mit der etwas stärker gebauten Pünktchenmuräne (Gymnothorax griseus) kommt ebenfalls oft vor. Bei dieser Art bilden aber die Pünktchen im Gesicht deutlich erkennbar ein Linienmuster.
Eine Namensverwechslung mit der Nasenmuräne (Rhinomuraena quaesita) findet sich gelegentlich in der Literatur und in einschlägigen Foren, eine tatsächliche morphologische Ähnlichkeit besteht hier aber nicht.